# Вествілл (Оклахома)
Вествілл (англ. Westville) — місто (англ. town) в США, в окрузі Адер штату Оклахома. Населення — 1364 особи (2020).

## Географія
Вествілл розташований за координатами 35°59′27″ пн. ш. 94°34′29″ зх. д. / 35.99083° пн. ш. 94.57472° зх. д. (35.990713, -94.574660).  За даними Бюро перепису населення США в 2010 році місто мало площу 3,10 км², з яких 3,10 км² — суходіл та 0,00 км² — водойми.

## Демографія
Згідно з переписом 2010 року, у місті мешкало 1639 осіб у 617 домогосподарствах у складі 386 родин. Густота населення становила 528 осіб/км².  Було 714 помешкання (230/км²).
Расовий склад населення:
| - 54,5 % — білих - 31,1 % — корінних американців - 0,6 % — азіатів - 0,5 % — чорних або афроамериканців - 2,4 % — осіб інших рас |

До двох чи більше рас належало 10,9 %. Частка іспаномовних становила 7,1 % від усіх жителів.
За віковим діапазоном населення розподілялося таким чином: 33,4 % — особи молодші 18 років, 55,0 % — особи у віці 18—64 років, 11,6 % — особи у віці 65 років та старші. Медіана віку мешканця становила 31,0 року. На 100 осіб жіночої статі у місті припадало 92,1 чоловіків;  на 100 жінок у віці від 18 років та старших — 86,5 чоловіків також старших 18 років.
Середній дохід на одне домашнє господарство  становив 36 677 доларів США (медіана — 25 625), а середній дохід на одну сім'ю — 40 815 доларів (медіана — 29 167). Медіана доходів становила 27 708 доларів для чоловіків та 27 292 долари для жінок. За межею бідності перебувало 40,9 % осіб, у тому числі 50,1 % дітей у віці до 18 років та 33,7 % осіб у віці 65 років та старших.
Цивільне працевлаштоване населення становило 563 особи. Основні галузі зайнятості: освіта, охорона здоров'я та соціальна допомога — 27,5 %, виробництво — 23,4 %, роздрібна торгівля — 12,3 %, сільське господарство, лісництво, риболовля — 8,0 %.